# Gymnasium Römerhof
Das Gymnasium Römerhof, nach einem historischen Gutshof benannt, ist ein Gymnasium in Frankfurt am Main. Es wurde im Jahr 2018 gegründet und befindet sich derzeit noch im Aufbau. Im aktuellen Schuljahr 2024/25 werden Schüler bis zur 11. Klasse unterrichtet. Die nächsten Jahrgänge bis zur 13. Klasse folgen sukzessive, so dass erstmals im Jahr 2027 die allgemeine Hochschulreife erlangt werden kann.

## Aus- und Neubau

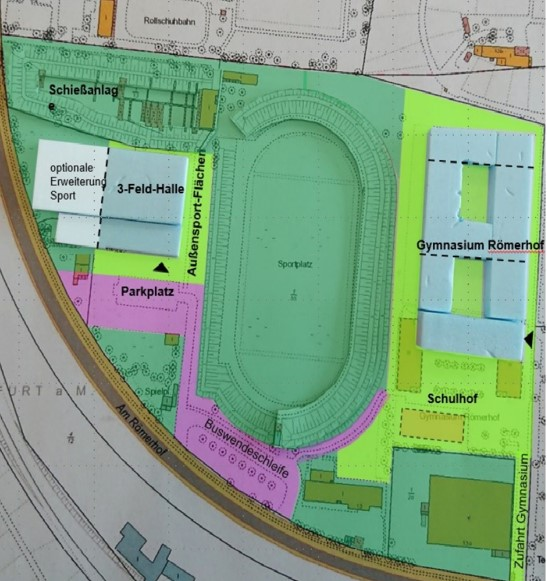
Neubauplanung des Gymnasiums und der Sportanlagen

Der Schulbetrieb findet derzeit in provisorischen Stahlcontainern statt. Es ist jedoch vorgesehen, dass in wenigen Jahren das Gymnasium in ein neues Gebäude, das nördlich des jetzigen Standorts in Holzmodulbauweise errichtet wird, umziehen soll. Vorbild für diese ökologische und zeitsparende Bauart ist der 2019 fertiggestellte Schulcampus Westend, wo das Adorno-Gymnasium und die Holzhausenschule untergebracht sind.
Den ökologischen Vorteil erlangt man durch Holz als nachwachsenden Rohstoff, da dieser ressourcenschonende Baustoff aus mitteleuropäischen Wäldern stammt, gleichzeitig wird nur ein Bruchteil der Kohlendioxid-Emissionen eines vergleichbaren Massivbaus erzeugt. Des Weiteren wird durch die modulare Bauweise eine höhere Zeiteffizienz erzielt, indem Einzelelemente, wie Decken, Fassaden und Wände vorproduziert, montiert und erst dann zur Baustelle transportiert und dort fertig verbaut werden, und dies reduziert gleichzeitig die Lärmbelastung auf der Baustelle in Schulnähe.
Der Schulneubau wird voraussichtlich in zwei Bauabschnitten realisiert. Der erste Bauabschnitt soll bereits im Jahr 2024 fertiggestellt werden, so dass dann der erste Jahrgang, der in die Oberstufe kommt, entsprechende Teile des Neubaus beziehen kann.
Weiter westlich, zwischen Sportplatz und Schießanlagen des Polizeivereins gelegen, soll eine 3-Felder-Sporthalle, umringt von zusätzlichen Außensportflächen, entstehen und auch von Vereinen genutzt werden können.

### ÖPNV
Von September bis Ende Dezember 2022 wurde die barrierefreie Haltestelle "Gymnasium Römerhof" mit Wartehallen, einer Warteposition für zwei Busse, sowie Fußgängerampeln beidseits der Haltestellen fertiggestellt. Die Kosten belaufen sich auf rund 615.000 Euro, hinzu kommen etwa 30.000 Euro für die Wartehallen und die Ausstattung.
Bereits zu Beginn des Schuljahrs 2021/22 wurde die Taktung der Buslinien 52 und 59 aus Richtung Gallus und Höchst erweitert, damit die Lernenden morgens pünktlich eintreffen können.

## Profil der Schule
Die Schwerpunkte liegen zum einen auf einer historisch-kulturellen Bildung, so wird das Fach Geschichte ab Klasse 5 gelehrt. Des Weiteren zeichnet sich das Gymnasium durch ein breites Fremdsprachen-Angebot aus.

### Fremdsprachen-Angebot
Schüler des Gymnasiums können ab Klasse 5 auch Spanisch als 1. Fremdsprache wählen, was mit dem Erlangen des spanischen Sprachdiploms DELE (Diplomas de Español como Lengua Extranjera) abgeschlossen werden kann. Eine weitere Besonderheit ist das Konzept des bilingualen Fachunterrichts. Bereits im 2. Halbjahr der 5. Jahrgangsstufe werden in Kunst und Biologie englischsprachige Unterrichtseinheiten durchgeführt. Für Spanisch gibt es ab der 7. Jahrgangsstufe einen bilingualen Unterrichtszweig, der in den folgenden Jahrgängen weiter ausgebaut wird.

### Historisch-kulturelle Bildung
Das Fach Geschichte wird ab der 5. Klasse gelehrt, es werden insbesondere Museen, als auch außerschulische, historisch bedeutsame Orte in Frankfurt und Umgebung besucht. Des Weiteren werden aktuelle Ausstellungen besucht und in Unterrichtsprojekten integriert.

### Kulturschule
Das Gymnasium Römerhof entwickelt sich im Laufe einer dreijährigen Zertifizierungsphase bis 2025 zu einer Kulturschule.
Kulturschule ist ein spezielles Schulentwicklungsprogramm des Landes Hessen, um dessen Teilnahme sich Schulen gleich welcher Schulform bewerben können. Die Grundidee dahinter besteht darin, Kunst und Kultur zu einem zentralen Element des Schulbetriebs zu machen. Hierdurch soll den Lernenden ermöglicht werden, Kunst zu erfahren und gleichzeitig eigenes künstlerisches Potential zu entfalten. Dies geschieht unter anderem in den Unterrichtsfächern, wo ästhetische Erfahrungen im Zusammenspiel mit dem Unterrichtsfach gesammelt werden sollen.

„Das Spektrum ist hierbei reichhaltig, es reicht, um einige mögliche Beispiele zu nennen, vom Bau von Standbildern in Deutsch über Theatersequenzen im Fremdsprachenunterricht und zahlengebundene Schattenspiele in Mathematik bis hin zur tänzerischen Darstellung von Formeln in den naturwissenschaftlichen Fächern.“

Insbesondere sollen durch Lernangebote in den einzelnen Unterrichtsfächern die Kooperation mit Kulturinstitutionen wie Museen, Theatern, Musikvereinen und Ateliers kontinuierlich verstärkt werden. Nach Abschluss des Zertifizierungsprozesses wird das Gymnasium Römerhof dann das erste und einzige Gymnasium in Frankfurt am Main sein, das als Kulturschule ausgezeichnet wird.

## Sprachenangebot
| 5. Klasse: 1. Fremdsprache              | 6. Klasse: 2. Fremdsprache                     |
| --------------------------------------- | ---------------------------------------------- |
| Englisch                                | Wahl zwischen Spanisch Französisch oder Latein |
| Spanisch (plus eine Stunde Englisch-AG) | Englisch (verpflichtend)                       |

### Spanisch als 1. Fremdsprache
Am Gymnasium Römerhof kann man Spanisch als 1. Fremdsprache wählen, dann wird gleichzeitig Englisch als einstündige Nachmittags-AG angeboten. Ab der 6. Klasse ist dann Englisch als 2. Fremdsprache Pflicht.
Hinzu kommen ein Betriebspraktikum in Spanien sowie ein Austauschprogramm mit Spanien. Später ist das Ablegen des Sprachdiploms DELE, ein offizielles Zertifikat zum Nachweis spanischer Sprachkenntnisse, möglich.
Spanisch ist in der Oberstufe als Grund- und Leistungskurs wählbar.

### Englisch als 1. Fremdsprache
Die andere fremdsprachliche Orientierung beginnt mit Englisch als 1. Fremdsprache, dann gibt es zur Auswahl als 2. Fremdsprache Französisch, Latein oder Spanisch.
Bei der Wahl von Spanisch als 2. Fremdsprache sind das Austauschprogramm mit Spanien und die Zertifizierung des Sprachdiploms DELE möglich, ein Betriebspraktikum gibt es hier nicht.
In der Oberstufe sind Französisch und Latein nur als Grundkurse, Spanisch auch als Leistungskurs wählbar.

### Französisch / Latein
- Bei der Wahl von Französisch als 2. Fremdsprache ist analog zum Spanisch-Unterricht das Ablegen des Sprachdiploms DELF (Diplôme d’Etudes en langue française) möglich.
- Bei der Wahl von Latein als 2. Fremdsprache ist in Klasse 10 eine Fahrt nach Rom integriert.

## Ganztagsangebote
Neben dem regulären Unterricht bestehen vielfältige Möglichkeiten des ganzheitlichen Lernens.
Es werden mehrere Arbeitsgemeinschaften, sowie Förderkurse angeboten, wo die Kinder ihren Interessen und Vorlieben nachgehen und in Kleingruppen gezielt hinsichtlich ihrer Talente, bzw. unterstützend bei Lernschwierigkeiten gefördert werden können. Darüber hinaus gibt es seit September 2021 eine Schulband, in der Instrumente wie Bassgitarre oder Schlagzeug gespielt werden und auch gesungen wird. Eine Schülerzeitung, wo erste Schritte der journalistischen Arbeit erlernt werden können, rundet das außerschulische Angebot ab.

### Arbeitsgemeinschaften
- Akrobatik
- Brettspiele
- Buchclub
- DELE (zur Vorbereitung auf das spanische Sprachdiplom)
- Hausaufgaben
- LEGO
- Microsoft Office
- NaWi (Naturwissenschaften)
- Robotik
- Schwimmen
- Sport und Spiel (Jahrgangsstufen 5 und 6)
- Tanz
- Theater
- Volleyball (Jahrgangsstufen 7 bis 9)
- Yoga for Kids

### Förderkurse
- Mathe
- Deutsch
- DaZ (Deutsch als Zweitsprache)